# Пуэньяго-суль-Гарда
Пуэньяго-суль-Гарда (итал. Puegnago sul Garda) — коммуна в Италии, располагается в провинции Брешиа области Ломбардия.
Население составляет 2775 человек, плотность населения составляет 278 чел./км². Занимает площадь 10 км². Почтовый индекс — 25080. Телефонный код — 0365.
Покровителем коммуны почитается святой архангел Михаил, празднование 29 сентября.